# Ставський Юрій Миколайович
Ю́рій Миколайович Ста́вський — український воєначальник, генерал-майор. Начальник зенітних ракетних військ Повітряних сил Збройних сил України. Учасник російсько-української війни, що відзначився під час російського вторгнення в Україну в 2022 році.

## Життєпис
Юрій Ставський — бойовий офіцер. Розпочав свою службу як начальник обслуги зенітного ракетного комплексу.
З 2012 по 2016 рік — командир 96-ї зенітної ракетної бригади.
З 2016 по 2018 рік проходив службу на посаді заступника командира повітряного командування «Центр» з бойової підготовки.
У 2018 році призначений начальником зенітних ракетних військ Повітряних сил Збройних сил України.
Член Координаційної ради журналу «Наука і техніка Повітряних Сил Збройних Сил України».

## Звання
- Полковник
- Генерал-майор (3 травня 2019[4])

## Нагороди
- орден Богдана Хмельницького ІІІ ступеня (24 січня 2023 року) — за особисту мужність і самовіддані дії, виявлені у захисті державного суверенітету та територіальної цілісності України, вірність військовій присязі.[5]
- орден Данила Галицького (10 грудня 2018 року) — за особисті заслуги у захисті державного суверенітету і територіальної цілісності України, самовіддані дії та зразкове виконання службового обов'язку.[6]
- медаль «Захиснику Вітчизни»[1]
- відзнака Президента України «За участь в антитерористичній операції»[1]